# 韩国同性婚姻
大韩民国既不承认同性婚姻（동성결혼），也不承认任何其他形式的同性伴侣合法关系。

## 立法

亚洲
同性性行为合法
婚姻法制化
承认他国同性婚姻^{1}
承认其他同性结合方式（或未登记同居）
不承认同性结合
对言论自由限制
同性性行为违法
没有强制执行或不清楚
罚款
监禁
死刑

2014年10月，韩国共同民主党（民主党）的一些成员提出了一项使生活伙伴关系合法化的法案。生活伙伴关系对异性和同性伴侣都是开放的。除了其他福利之外，已注册的伴侣还可以获得给予已婚配偶的税收优惠以及防止家庭暴力的保护。
在2018年1月，LGBT活动家表示希望宪法草案必须在2018年6月之前完成，其中包括同性婚姻合法化。“韩国宪法”的修正案要求议会获得三分之二的多数票。然而，关于新宪法的谈判失败了。

## 法律挑战
2015年7月，电影导演金趙光秀和伴侣金承焕在首爾当地政府拒绝他们的婚姻登记申请表后提起诉讼以寻求合法身份。两人曾于2013年9月举行婚礼。2016年5月25日，首尔西区法院对他们的诉讼作出裁决，辩称如果没有明确的立法，同性婚姻就不能被认定为婚姻。他们很快就地区法院的裁决提出上诉。他们的律师Ryu Min-Hee宣布，另外两对同性恋情侣也提起了不同的诉讼，以便获准结婚。2016年12月5日，韩国上诉法院维持了地区法院的裁决，裁定其没有法律缺陷。这对情侣随后宣布将把案件提交到韩国大法院。

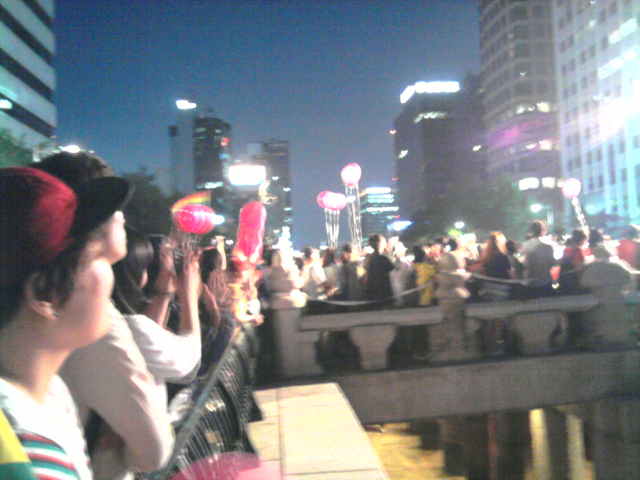
电影导演金趙光秀是同性恋，于2013年9月7日举行公开婚礼。

## 政党观点

### 支持
于2000年1月成立的韩国一主要政党民主勞動黨，下属一名为性少数群体委员会（韓語：민주노동당 성소수자위원회）的政治小组，主张承认性少數群体并在政治上代表性少数群体。他们陈述的议程包括反对同性戀恐懼和基于性取向的歧视，要求性少数群体的平等权利（用他们自己的话说，“完全自由，平等和追求同性恋幸福的权利”）以及合法化同性婚姻。在争取2004年大韓民國國會選舉的竞选活动中，民主劳动党承诺废除所有针对性少数群体的不平等现象，并在韩国国会中赢得10个席位。2011年该党与统合进步党合并，并于2014年因策划支持亲朝鲜民主主义人民共和国的叛乱而被禁止。
2004年7月30日，委员会对仁川地方法院拒绝承认同性婚姻的决定提出正式申诉。提出申诉的理由是该决定是违宪的，因为宪法和民法都没有将婚姻定义为男女之间（唯一提到的要求是成人年龄），而且大韓民國憲法明确禁止“涉及个人生活的所有政治，经济，社会或文化方面”的歧视。委员会还声称，拒绝承认同性婚姻构成了基于性取向的歧視，并拒绝根据法律提供平等保护。
在2014年9月举行的一次采访中，随后于10月份就任首尔市长的朴元淳宣布支持同性婚姻，他希望韩国成为第一个将同性婚姻合法化的亚洲国家。几天后，市政府宣布他的话被误解了，而朴元淳的话可能是韩国将成为亚洲第一个将同性婚姻合法化的国家。这是在保守派基督教团体的反对和强烈敌意之后发生的。

### 反对
2007年12月19日，保守党大国家党的李明博赢得总统大选。在2007年的一次报纸采访中，当选总统表示同性恋是“异常的”，他反对同性婚姻的法律承认。
大韓民國第19任总统文在寅曾公开表态反对同性婚姻。

## 公众观点
2013年5月Ipsos调查发现，26％的受访者赞成同性婚姻，另有31％的受访者支持同性伴侣的其他形式的承认。
一个婚介网站在2015年7月25日至8月1日期间向616人询问了他们对同性婚姻的看法。近70％的女性受访者认为同性婚姻是可以接受的，而50.2％的男性反对同性婚姻合法化。支持同性婚姻的大多数受访者表示他们这样做是因为婚姻是个人选择（67.5％），13.6％的人认为性取向是由自然决定的，12％的人表示这有助于结束歧视。
盖洛普MBC和韩国国会2017年12月进行的民意调查显示，41％的韩国人认为应允许同性婚姻，52％的人反对。
公众对同性婚姻的支持正在迅速增长。2010年，分别为20和30岁的韩国人中有30.5％和20.7％的人支持同性婚姻合法化。2014年，这些数字几乎翻了一番，达到60.2％和40.4％。然而，60岁以上人群的支持率保持相对不变（14.4％至14.5％）。
2023年皮尤研究中心在春季對韓國同性婚姻的民調，40%支持，59％反對。另一份6-9月作的民調，則顯示41%支持，56％反對。2023年Gallup Korea對韓國同性婚姻的民調，40%支持，51％反對。